# Río Caquena
Río Caquena är ett vattendrag i Chile.   Det ligger i regionen Región de Arica y Parinacota, i den norra delen av landet, 1 700 km norr om huvudstaden Santiago de Chile.
Omgivningen kring Río Caquena är i huvudsak ett öppet busklandskap. Området är mycket glesbefolkat, med 4 invånare per kvadratkilometer.